# Лабанци
Лабанци  (мађ. laboncok, loboncok)(лабонци, лобонци) израз који потиче из 17. и 18. века. У 19. веку, то је било име углавном за немачке хабзбуршке трупе и њихових мађарских присталица који су борили против Куруца у Мађарској током устанка које је предводио Текели и током Ракоцијевог рата за независност.

## Порекло имена
Постоји неколико верзија о пореклу имена "лабанц":
- По првој верзији име потиче од мађарске речи лобонц, лобонцос, која се односила на велику перику која је била модерна на бечком двору. Реч лафанц такође може дати објашњење, јер значи аљкав, одрпан. Према Ференцу Форису Отрокочију, који није волео куруце, лобонц није чак ни подругљиво име, већ исто што и реч лобанч (тј. паљење, загревање).[3]
- Према популарној верзији, „Лауф Ханс!” (мађ− Јанош фуш!, срп−Ханс бежи!) искривљена амалгамација.[3] Међутим, према Мађарском речнику научних и колоквијалних речи, ово је погрешно.[4]
- Реч такође може имати француско порекло од „Le Blanc" (изговара се: лоблан), што значи „бело“. Ово се може пратити до чињенице да је велика већина аустријске војске у то време (посебно пешадија) носила беле униформе. Многи француски официри за обуку служили су на Ракоцијевом двору. Мађари су вероватно преузели термин од њих, пошто су Французи Аустријанце често називали „лебланс“ (мало мађаризовано као лебанч), односно белци.

## Промене значења речи лабанц
За разлику од Куруца, реч лабанц није постала самоознака током борби за независност против Хабзбуршког поретка у раном модерном периоду. Куручки устаници су пре свега страну војску Хабзбурга подразумевали под појмом лабанци (у песми Чином Палко је написано „Az labancság takarodjék/ Nemes országunkból “ срп−Лабанци да се губе/из наше племените земље“), а затим је, уз незнатну промену значења, реч почела и да се примењује и на следбенике бечког двора у Мађарској.
Реч лабанц има негативно значење још од 19. века, од институционализације националне историографије, и то значење је практично сачувала до данас. Реч лабанц је за представнике обично-племићко-протестантске историографије постала синоним за кукавичлук, лукавство и непатриотизам. У исто време, у списима историчара Ђуле Секфуја, вешто политизујући израз лабанц она се појављује са позитивним значењем. Најновија историјска дела обично избегавају употребу речи лабанц, замењујући је речима ауликус, дворски и краљевски.
У мађарском јавном животу у 21. веку се још увек може наћи паралела куруц-лабанц, а организације које прихватају „куруц и лабанц сентимент” настају као нека врста ренесансе.

## Налажење у литератури
Мађарски песник Ендре Ади је у својој поеми Глас сакривеног куруца, написао:
Ендре Ади

  Јурио сам хорду лабанца,

Ја сам оплакивао судбину свог срца,

Ипак се твоје лице није окренуло према мени,

Мађарско судбине лоше